# Hondryches odontographa
Hondryches odontographa là một loài bướm đêm trong họ Noctuidae.